# Pseudogobio banggiangensis
Espèce
Pseudogobio banggiangensis est un poisson d'eau douce de la famille des Cyprinidae.

## Répartition
Pseudogobio banggiangensis est endémique du Viêt Nam.

## Étymologie
Son nom spécifique, composé de banggiang et du suffixe latin -ensis, « qui vit dans, qui habite », lui a été donné en référence au lieu de sa découverte, la rivière Bang Giang dans la province de Cao Bằng dans le nord du Viêt Nam.

## Publication originale
- (vi) Nguyen & Ngô, 2001 : Ca nuoc ngot Viet Nam. Tap I. Ho ca chep (Cyprinidae)[4], vol. 1, p. 1-622[5].